# Street Fighter V
Ne doit pas être confondu avec Street Fighter 2 V.
Street Fighter V (ストリートファイターV, Sutorīto Faitā Faibu) est un jeu vidéo de combat en un contre un, développé et édité par Capcom, et publié le 16 février 2016 sur PlayStation 4 et Microsoft Windows. Il s'agit du cinquième opus de la franchise Street Fighter.

## Système de jeu

### Provenant des jeux précédents
Comme les précédents opus de la franchise, les deux joueurs s'affrontent face à face en contrôlant le personnage de leur choix, et doivent mettre K.O. leur adversaire en faisant décroître sa barre de vie à 0 grâce à tous les coups que leur personnage peut exécuter, ou en gardant sa barre de vie supérieure à celle de son adversaire à la fin du temps imparti.
Le joueur possède une jauge de super combo permettant d'effectuer un Critical Art en la consommant intégralement, ou une version plus puissante d'un de ses coups spéciaux en consommant un tiers de celle-ci, appelé coup "EX" (cette jauge est séparée en trois).
Les attaques focus et les ultra combo de l'opus précédent n'existent plus.

### Nouveautés
Dans Street Fighter V, chaque personnage possède une spécialité appelé V-Skill que le joueur peut effectuer à volonté.
Le joueur possède une deuxième jauge, appelée jauge V, qui se remplit lorsqu'il subit des dégâts. Cette jauge est plus ou moins longue selon le personnage, et permet de réaliser deux autres actions :
- Le V-Trigger, qui consomme l'intégralité de la jauge, permet au personnage de réaliser des attaques plus puissantes, d'obtenir un avantage temporaire pendant le match, de tenter de handicaper (par exemple avec du poison ou en brûlant le sol) ou de surprendre son adversaire (par exemple en se téléportant ou par l'arrivée d'un personnage de soutien) ;
- Le V-Reversal, qui consomme une partie de la jauge, permet au personnage de se dégager des attaques de son adversaires pendant qu'il se protège.

Les attaques fortes (gros poing et gros pied), si elles touchent l'adversaire pendant que celui-ci attaquait, provoque un état de Crush Counter. Il permet au joueur qui le place d'infliger plus de dégâts ou de placer un combo impossible en temps normal.

## Personnages
Le jeu proposait à son lancement un total de 16 combattants, dont 4 qui firent ici leur première apparition dans la franchise. Sept autres personnages, tous déjà apparus dans les opus précédents, et 5 nouveaux venus supplémentaires ont rejoint le casting dans les deux années ayant suivi la sortie du jeu. L'Édition Arcade du jeu, sortie le 16 janvier 2018, ajoute 6 nouveaux personnages : 3 figures emblématiques de la franchise, un transfuge de la franchise Final Fight, et deux nouveaux personnages, pour un total de 38 combattants.
Outre les mises à jour de l'apparence des personnages logiquement dues à l'évolution du matériel technique, et le nouveau look de Ken qui change de son look habituel de karateka classique (inchangé depuis le tout premier Street Fighter en 1987) ; la modification la plus notable est l'avancement dans l'âge des personnages les plus célèbres : Ryu est présenté dans un costume DLC portant la barbe et faisant son âge, le désormais sexagénaire Dhalsim est barbu et fortement vieilli, et Bison a désormais les cheveux blancs en plus d'une veste longue remplaçant la veste courte d'origine du personnage. Tout cela laisse sous-entendre que Capcom a en tête de faire logiquement vieillir ses légendaires World Warriors qui, pour certains, étaient annoncés 23 ans plus tôt comme nés dans les années 1960, voire 1950 pour les deux plus vieux d'entre eux : Dhalsim et Sagat. Ce dernier, dans une interview réalisée par le magazine japonais Famitsu, était pourtant annoncé par le producteur Yoshinori Ono comme écarté du casting, l'équipe de développement jugeant que ses différents coups présentaient trop de similarités avec d'autres personnages déjà jouables, ce qui allait dans le sens de ladite supposition. Le personnage est cependant rajouté dans le roster à l'occasion de l'Arcade Édition du jeu, sortie le 16 janvier 2018, alors qu'il est pourtant sexagénaire en 2017.

### Liste des personnages et doubleurs
| Personnage | Doublages, | Doublages, | Première apparition |
| Personnage | Japonais | Américain | Première apparition |
| - Abigail - Akira Kazama - Akuma - Alex - Balrog - Birdie - M.Bison - Jimmy Blanka - Cammy White - Charlie Nash - Chun-Li - Cody Travers - Dan Hibiki - Dhalsim - Edmond Honda - Ed - Falke - F.A.N.G - G - Gill - Guile - Ibuki - Juri Han - Kage - Karin Kanzuki - Ken Masters - Kolin - Laura Matsuda - Lucia Morgan - Menat - Necalli - Oro - Poison - "Rainbow" Mika Nanagawa - Rashid - Rose - Ryu - Sagat - Seth - Sakura Kasugano - Urien - Vega - Zangief - Zeku | - Ryota Takeuchi - Akira Sekine - Taketora - Shintarō Asanuma - Satoshi Tsuruoka - Hidenari Ugaki - Norio Wakamoto - Yūji Ueda - Miyuki Sawashiro - Kōsuke Toriumi - Fumiko Orikasa - Daisuke Kishio - Toshiyuki Kusuda - Daisuke Egawa - Yoshikazu Nagano - Hiroyuki Yoshino - Sumire Uesaka - Shigeru Chiba - Kazuhiro Yamaji - Fumihiko Tachiki - Hiroki Yasumoto - Ayumi Fujimura - Eri Kitamura - Hiroki Takahashi - Aya Endō - Yūji Kishi - Romi Park - Yōko Hikasa - Rika Tachibana - Aoi Yūki - Takashi Matsuyama - Takashi Matsuyama - Atsuko Tanaka - Hiromi Igarashi - Tarusuke Shingaki - Akeno Watanabe - Hiroki Takahashi - Daisuke Endo - Akio Ōtsuka - Misato Fukuen - Masayuki Katô - Junichi Suwabe - Kenta Miyake - Nobuo Tobita | - Xander Mobus - Richard Epcar - Mark Whitten - Bob Carter - T.J. Storm - Gerald C. Rivers - Taliesin Jaffe - Caitlin Glass - Mike McFarland - Laura Bailey - Michael T. Coleman - Ted Sroka - Christopher Bevins - Joe DiMucci - Edward Bosco - Kira Buckland - Jesse Merlin - Christopher Corey Smith - Liam O'Brien - Travis Willingham - Kat Steel - Jessica Straus - Kyle Hebert - Lauren Landa - Reuben Langdon - Cindy Robinson - G. K. Bowes - Jeannie Tirado - Erica Lindbeck - Marc Swint - Dave Fennoy - Karen Strassman - Bonnie Gordon - Ian Sinclair - Gina Grad - Kyle Hebert - Isaac C. Singleton Jr. - Michael McConnohie - Brittney Lee Harvey - Bill Rogers - Doug Erholtz - Peter Beckman - David Wald | - Final Fight - Rival Schools - Super Street Fighter II Turbo - Street Fighter III: New Generation - Street Fighter II: The World Warrior - Street Fighter - Street Fighter II: The World Warrior - Street Fighter II: The World Warrior - Super Street Fighter II: The New Challengers - Street Fighter Alpha: Warriors' Dreams - Street Fighter II: The World Warrior - Final Fight - Street Fighter Alpha: Warriors' Dreams - Street Fighter II: The World Warrior - Street Fighter II: The World Warrior - Street Fighter V (nouveau personnage) - Street Fighter V (nouveau personnage) - Street Fighter V (nouveau personnage) - Street Fighter V (nouveau personnage) - Street Fighter III: New Generation - Street Fighter II: The World Warrior - Street Fighter III: New Generation - Street Fighter IV - Street Fighter V (nouveau personnage) - Street Fighter Alpha 3 - Street Fighter - Street Fighter III: New Generation (non jouable) - Street Fighter V (nouveau personnage) - Final Fight 3 - Street Fighter V (nouveau personnage) - Street Fighter V (nouveau personnage) - Street Fighter III: New Generation - Final Fight - Street Fighter Alpha 3 - Street Fighter V (nouveau personnage) - Street Fighter Alpha: Warriors' Dreams - Street Fighter - Street Fighter - Street Fighter IV - Street Fighter Alpha 2 - Street Fighter III: 2nd Impact - Giant Attack - Street Fighter II: The World Warrior - Street Fighter II: The World Warrior - Street Fighter Alpha 2 (non-jouable) |
| Notes : | | | |
| - Personnages de la saison 1 : Alex, Balrog, Guile, Ibuki, Juri Han et Urien. - Personnages de la saison 2 : Akuma, Kolin, Ed, Abigail, Menat et Zeku. - Personnages de la saison 3 : Sakura Kasugano, Jimmy Blanka, Falke, Cody Travers, Sagat et G. - Personnages de la saison 4 : Kage, Edmond Honda, Poison, Lucia, Gill et Seth. - Personnages de la saison 5 : Dan Hibiki, Rose, Oro, Akira Kazama et Luke.                                                         | | | |

## Développement
Le jeu est officialisé par Capcom en décembre 2014, pour une sortie prévue sur PlayStation 4 et Microsoft Windows. Le jeu utilise le moteur de jeu Unreal Engine 4 et propose un multijoueur cross-platform entre les deux systèmes. Le jeu n'est pas disponible sur Xbox One en raison d'un partenariat de développement entre Capcom et Sony Computer Entertainment, les concepteurs de la PlayStation 4.
L'ajout progressif de nouveaux personnages et contenus au jeu permet à Capcom de proposer une évolution constante du jeu — dans la veine des MMO —, là où les versions Super et Ultra de Street Fighter IV ne permettaient de relancer que ponctuellement l'intérêt du jeu, obligeant les joueurs à acheter les différents contenus supplémentaires pour se maintenir dans un environnement compétitif. Ici, l'objectif de Capcom est de proposer du contenu régulièrement mis à jour pour avoir une évolution du metagame. Les mises à jour concernant l'équilibrage du système de jeu sont proposés gratuitement pour tous les joueurs, et les contenus supplémentaires, comme les nouveaux personnages, peuvent être achetés moyennant Fight Money et Zenny — l'argent fictif représentant le temps de jeu et les récompenses obtenues par l'accomplissement de défis — ou bien avec de l'argent réel, permettant de débloquer directement l'accès au contenu,.
Le jeu est présenté à l'E3 2015.
Une première version bêta du mode multijoueur est rendue disponible sur PlayStation 4 le 24 juillet 2015, avant d'être fermée pour problèmes de serveurs et maintenance. Une série de stress test est ensuite réalisée en Europe les 20 et 21 août 2015, puis dans différentes régions du monde, avant la réouverture de la bêta du 28 août au 2 septembre de la même année. Trois autres sessions de bêta test ont eu lieu, respectivement du 21 au 25 octobre 2015, du 18 au 20 décembre et fin janvier 2016.
Le jeu est commercialisé le 16 février 2016 en Amérique du Nord et en Europe, puis le 18 février au Japon. Une version SteamOS est lancée lors du printemps 2016. Le mode histoire, avec cinématiques, est introduit en juin 2016, soit trois mois après la sortie initiale du titre. Tous les personnages ayant été rajoutés depuis, ont été ajoutés avec leur arc historique inclus.
Une version "Arcade Edition" du jeu, annoncée en octobre 2017, est sortie le 16 janvier 2018. Elle inclut 6 nouveaux personnages, parmi lesquels Sakura Kasugano, Sagat, Jimmy Blanka, Cody Travers et deux nouveaux personnages.
Une version "Champion Edition" du jeu, plus complète, est sortie le 14 février 2020 sur PC et PlayStation 4. Le gameplay et l'équilibrage des personnages est retravaillé. Tous les joueurs sur PlayStation 4 et ordinateur peuvent désormais s'affronter en ligne et le code réseau est plus stable qu'auparavant. Comme l'Arcade Edition, cette édition a un prix réduit, propose tous les personnages, les paramètres et les costumes publiés à l'exception du contenu du Capcom Pro Tour. Les propriétaires du jeu original avaient la possibilité de précommander un patch qui mettait à jour tout le contenu du jeu, à l'exception du personnage Seth qui est sorti le même jour que cette édition. Enfin, une version définitive nommée "Champion Edition - All Character Pack" est sortie le 9 décembre 2021.
Enfin, une version destinée aux salles de jeux est sortie sur système d'arcade Taito Type X4 le 29 mars 2019 et se nomme Street Fighter V: Type Arcade.

## Accueil

### Ventes
Au 31 décembre 2020, les différentes versions du jeu se sont écoulées à 5,2 millions d'exemplaires à travers le monde.